# Смеренбург
Смеренбург (нидерл. Smeerenburg) — бывшее поселение на острове Амстердам на северо-западе Шпицбергена, основанное датскими и голландскими китобоями в 1619 году. Одно из самых северных европейских поселений. Во время первой фазы активного китобойного промысла на Шпицбергене Смеренбург служил центром операций на севере архипелага. Название поселения происходит от нидерландских слов smeer — «ворвань» и burg — «город». В настоящее время сохранились остатки медных печей для производства ворвани, а также окаменевшие остатки китового жира вокруг этих печей. Ворвань использовалась в пищу, а её остатки — как топливо.

## История
Временное поселение на этом месте впервые было основано в 1614 году нидерландской Северной Гренландской компанией (нидерл. Noordsche Compagnie). Здесь был временный посёлок китобоев, обитатели которого жили в палатках. В 1619 году для организации постоянного поселения на Шпицберген прибыл большой корабль с древесиной и другими строительными материалами. Палатки и временные печи были заменены на деревянные дома и медные котлы, поставленные на кирпичных фундаментах.
В 1619 году в Смеренбурге жили только голландцы (амстердамское отделение компании, в восточной части) и датчане (на западной). В 1625 году голландцы изгнали датчан из Смеренбурга, и западная часть поселения перешла к другим отделениям компании — в Хоорне, Энкхёйзене и Флиссингене. К 1633 году здесь были представлены все отделения Северной Гренландской компании. В период наибольшего расцвета в Смеренбурге насчитывалось 16—17 домов. Не позднее 1631 года в центре поселения был построен форт, в основном для защиты от датчан. Для того, чтобы можно было пройти между зданиями посуху, была сооружена система отвода воды. В поселке также соорудили семь двойных и одну одинарную печь для изготовления ворвани. Три дома и две двойные печи принадлежали Амстердаму, остальные — отделениям в Мидделбурге, Вере, Флиссингене, Энкхёйзене, Делфте и Хоорне. Население достигало 200 человек, занимавшихся работами в поселении, изготовлением ворвани и китового масла, разделкой китов и изготовлением ёмкостей для масла.
В 1632 году голландская китобойная станция на Ян-Майене была разрушена нанятыми Данией баскскими военными кораблями. После этого Нидерланды послали семь человек под командованием Якоба Сегерса ван дер Брюгге перезимовать в Смеренбурге в 1633—1634 году. Все они выжили, и эксперимент был повторён на следующую зиму, когда семь моряков снова отправились зимовать в Смеренбурге. На этот раз все они погибли, и более попытки зимовки в поселении не предпринимались.
Упадок Смеренбурга начался в 1640-х годах. Есть свидетельство, что хоорнское отделение компании ещё использовало Смеренбург в 1657 году. Около 1660 года, когда сменились методы китобойного промысла, поселение было оставлено и более не использовалось. В 1973 году руины Смеренбурга вошли в национальный парк Нордвест-Шпицберген.